# Elatostema subcuspidatum
Elatostema subcuspidatum är en nässelväxtart som beskrevs av Wen Tsai Wang. Elatostema subcuspidatum ingår i släktet Elatostema och familjen nässelväxter. Inga underarter finns listade i Catalogue of Life.